# Warrior on the Edge of Time
Warrior on the Edge of Time è il quinto album in studio della space rock band britannica Hawkwind, registrato nel 1975 e pubblicato nello stesso anno.

## Il disco
Il disco è un concept album incentrato sulla figura del Campione eterno, personaggio che ricorre nelle pagine dello scrittore fantasy Michael Moorcock.

## Tracce
1. Assault and Battery (Part 1) – 5:34  (Dave Brock)
2. The Golden Void (Part 2) – 10:20 –  (Brock)
3. The Wizard Blew His Horn – 2:00 –  (Michael Moorcock/Simon House/Alan Powell/Simon King)
4. Opa-Loka – 5:40 –  (Powell/King)
5. The Demented Man – 4:20 –  (Brock)
6. Magnu – 8:40 –  (Brock)
7. Standing at the Edge – 2:45 –  (Moorcock/House/Powell/King)
8. Spiral Galaxy 28948 – 3:55 –  (House)
9. Warriors – 2:05 –  (Moorcock/House/Powell/King)
10. Dying Seas – 3:05 –  (Nik Turner)
11. Kings of Speed – 3:25 –  (Moorcock/Brock)
12. Motorhead (bonus track) – 3:02 –  (Lemmy Kilmister)

## Formazione
- Michael Moorcock - voce in "The Wizard Blew His Horn" e "Warriors"
- Dave Brock - chitarra, sintetizzatore, voce
- Nik Turner - sassofono, flauto, voce
- Lemmy Kilmister - basso, voce
- Simon House - violino
- Simon King - batteria
- Alan Powell - batteria